# Agnidra
Agnidra és un gènere de papallones nocturnes de la subfamília Drepaninae.

## Taxonomia
- Agnidra alextoba Buchsbaum, 2000[2]
- Agnidra argypha Chu & Wang, 1988
- Agnidra ataxia Chu & Wang, 1988
- Agnidra corticata Warren, 1922
- Agnidra discispilaria Moore, 1867
- Agnidra fenestra Leech, 1898
- Agnidra fulvior Watson, 1968
- Agnidra furva Watson, 1968
- Agnidra fuscilinea Watson, 1961
- Agnidra hoenei Watson, 1968
- Agnidra scabiosa Butler, 1877
- Agnidra specularia Walker, 1860
- Agnidra tanyospinosa Chu & Wang, 1988
- Agnidra tigrina Chu & Wang, 1988
- Agnidra vinacea Moore, 1879